# Саліф Кейта
Саліф Кейта (фр. Salif Keïta, 6 грудня 1946, Бамако — 2 вересня 2023) — малійський футболіст, що грав на позиції нападника. Переможець першого опитування за звання кращого футболіста Африки (за версією «Франс футбол»). Входить до списку кращих африканських футболістів XX століття (44-те місце).

## Клубна кар'єра
На батьківщині виступав за команди «Стад Малієн» і «Реал Бамако». Своєю грою привернув увагу представників французького клубу «Сент-Етьєн», до складу якого приєднався 1967 року. Відіграв за команду із Сент-Етьєна наступні п'ять сезонів своєї ігрової кар'єри. Більшість часу, проведеного у складі «Сент-Етьєна», був основним гравцем атакувальної ланки команди. У складі «Сент-Етьєна» був одним з головних бомбардирів команди, маючи середню результативність на рівні 0,84 голу за гру першості.
1970 року французьке видання «Франс футбол» почало визначати кращого футболіста африканського континента. Першим лауреатом став Саліф Кейта, який набрав майже вдвічі більше очок ніж Лорен Поку (Берег Слонової Кістки) і Алі Абу Грейша (Єгипет) — 54 проти 28. Наступного сезону встановив феноменальне досягнення — забив у лізі 42 голи, але на два пункти поступився Йосипу Скоблару з «Марселя» і посів друге місце серед кращих голеадорів того сезону.
Протягом 1972—1973 років захищав кольори команди клубу «Марсель».
1973 року уклав контракт з клубом «Валенсія», у складі якого провів наступні три роки своєї кар'єри гравця. Граючи у складі «Валенсії» також здебільшого виходив на поле в основному складі команди. В новому клубі був серед найкращих голеодорів, відзначаючись забитим голом в середньому щонайменше у кожній третій грі чемпіонату.
З 1976 року три сезони захищав кольори команди клубу «Спортінг». Тренерським штабом нового клубу також розглядався як гравець «основи». І в цій команді продовжував регулярно забивати, в середньому 0,51 рази за кожен матч чемпіонату.
Завершив професійну ігрову кар'єру у клубі «Нью-Інгленд Ті Мен», за команду якого виступав протягом 1979—1980 років.

## Виступи за збірну
1963 року дебютував в офіційних матчах у складі національної збірної Малі. Протягом кар'єри у національній команді, яка тривала 10 років, провів у формі головної команди країни 28 матчів, забивши 13 голів.

## Титули і досягнення

### Командні
- Чемпіон Франції (3):

«Сент-Етьєн»: 1968, 1969, 1970
- Володар Кубка Франції (2):

«Сент-Етьєн»: 1968, 1970
- Володар Суперкубка Франції (3):

«Сент-Етьєн»: 1967, 1968, 1969
- Срібний призер Кубка африканських націй: 1972
- Срібний призер Всеафриканських ігор: 1965

### Особисті
Найкращий футболіст Африки (1): 1970
«Срібний бутс» УЄФА (1): 1971 (42 голи)

## Статистика виступів
Статистика виступів за європейські і північноамериканські клуби:
| Клуб                 | Сезон             | Ліга | Ліга | Кубки | Кубки | Єврокубки | Єврокубки | Всього | Всього |
| Клуб                 | Сезон             | Ігри | Голи | Ігри  | Голи  | Ігри      | Голи      | Ігри   | Голи   |
| -------------------- | ----------------- | ---- | ---- | ----- | ----- | --------- | --------- | ------ | ------ |
| «Сент-Етьєн»         | 1967/68           | 18   | 12   | 5     | 3     | 1         | 1         | 24     | 16     |
| «Сент-Етьєн»         | 1968/69           | 33   | 21   | 3 1   | 1 0   | 2         | 1         | 39     | 23     |
| «Сент-Етьєн»         | 1969/70           | 32   | 21   | 9     | 7     | 4         | 1         | 45     | 29     |
| «Сент-Етьєн»         | 1970/71           | 38   | 42   | 3 1   | 2 0   | 2         | 0         | 44     | 44     |
| «Сент-Етьєн»         | 1971/72           | 30   | 29   | 2     | 0     | 2         | 0         | 34     | 29     |
| «Сент-Етьєн»         | Всього            | 151  | 125  | 24    | 13    | 11        | 3         | 186    | 141    |
| «Марсель»            | 1972/73           | 18   | 10   | 5     | 2     | 0         | 0         | 23     | 12     |
| «Марсель»            | Всього            | 18   | 10   | 5     | 2     | 0         | 0         | 23     | 12     |
| «Валенсія»           | 1973/74           | 29   | 7    | 4     | 1     | 0         | 0         | 33     | 8      |
| «Валенсія»           | 1974/75           | 22   | 11   | 2     | 2     | 0         | 0         | 24     | 13     |
| «Валенсія»           | 1975/76           | 22   | 5    | 3     | 0     | 0         | 0         | 25     | 5      |
| «Валенсія»           | Всього            | 73   | 23   | 9     | 3     | 0         | 0         | 82     | 26     |
| «Спортінг»           | 1976/77           | 24   | 14   | 3     | 0     | 0         | 0         | 27     | 14     |
| «Спортінг»           | 1977/78           | 21   | 7    | 6     | 2     | 2         | 0         | 29     | 9      |
| «Спортінг»           | 1978/79           | 18   | 10   | 1     | 0     | 2         | 0         | 21     | 10     |
| «Спортінг»           | Всього            | 63   | 31   | 10    | 2     | 4         | 0         | 77     | 33     |
| «Нью-Інгленд Ті Мен» | 1979              | 21   | 6    | -     | -     | -         | -         | 21     | 6      |
| «Нью-Інгленд Ті Мен» | 1980              | 20   | 11   | -     | -     | -         | -         | 20     | 11     |
| «Нью-Інгленд Ті Мен» | Всього            | 41   | 17   | 0     | 0     | 0         | 0         | 41     | 17     |
| Всього за кар'єру    | Всього за кар'єру | 346  | 206  | 48    | 20    | 15        | 3         | 409    | 229    |

### Статистика виступів за збірну
| Дата      | Місто      | Господарі        | Результат | Гості   | Турнір                                   | Голи | Примітки |
| --------- | ---------- | ---------------- | --------- | ------- | ---------------------------------------- | ---- | -------- |
| 24-2-1963 | Кумасі     | Сенегал          | 1 – 3     | Малі    | Кубок Нкрума                             | 2    |          |
| 27-2-1963 | Аккра      | Гана             | 4 – 0     | Малі    | Кубок Нкрума                             | -    |          |
| 7-3-1965  | Дакар      | Сенегал          | 3 – 0     | Малі    | Відбір на Всеафриканські ігри 1965       | -    |          |
| 14-3-1965 | Бамако     | Малі             | 4 – 0     | Сенегал | Відбір на Всеафриканські ігри 1965       | 3    |          |
| 18-7-1965 | Браззавіль | Конго-Браззавіль | 1 – 2     | Малі    | Всеафриканські ігри 1965                 | 2    |          |
| 19-7-1965 | Браззавіль | Малі             | 1 – 2     | Того    | Всеафриканські ігри 1965                 | 1    |          |
| 20-7-1965 | Браззавіль | Малі             | 5 – 1     | Уганда  | Всеафриканські ігри 1965                 | 2    |          |
| 23-7-1965 | Браззавіль | Малі             | 2 – 1     | Алжир   | Всеафриканські ігри 1965                 | 1    |          |
| 25-7-1965 | Браззавіль | Конго-Браззавіль | 0 – 0     | Малі    | Всеафриканські ігри 1965                 | -    |          |
| 5-2-1967  | Бамако     | Алжир            | 1 – 0     | Малі    | Відбір до Кубка африканських націй 1968  | -    |          |
| 24-2-1972 | Яунде      | Малі             | 3 – 3     | Того    | Кубок африканських націй 1972 - 1-й етап | -    |          |
| 26-2-1972 | Яунде      | Малі             | 1 – 1     | Кенія   | Кубок африканських націй 1972 - 1-й етап | -    |          |
| 5-3-1972  | Яунде      | Конго-Браззавіль | 3 – 2     | Малі    | Кубок африканських націй 1972 - Finali   | -    | 46'      |
| Усього    |            | Матчів           | 13        |         | Голів                                    | 11   |          |